# Collier Schorr
Collier Schorr (nacida en 1963 en Nueva York) es una artista y fotógrafa de moda estadounidense conocida por sus retratos de adolescentes que combinan elementos realistas con ficción y fantasía. Su trabajo aborda distintas temáticas como la historia, las distintas nacionalidades y la guerra, con un especial énfasis en la identidad y el género. El trabajo de artistas como Barbara Kruger, Cindy Sherman, Laurie Simmons, Andrew Wyeth y August Sander y ejes como la historia social alemana y judía y la Segunda Guerra Mundial estructuran su obra.
Schorr creció en Queens y estudió periodismo en la Escuela de Artes Visuales. En los 80 y 90 trabajó también como crítica de arte. Su trabajo fotográfico formó parte de la Bienal del Whitney en 2002 y en la Triennial del Centro Internacional de Fotografía. En 2008 recibió el Berlin Prize de la American Academy in Berlin. Actualmente vive en Brooklyn y pasa el verano con su familia en Schwäbisch Gmünd en el sur de Alemania.
Schorr está representada por la 303 Gallery en Nueva York, por la Stuart Shave/Modern Art en Londres y por la Gallerie Barbara Weiss en Berlín.

## Obra
Desde el principio de su carrera como fotógrafa en 1986 hasta 2014 su trabajo fue principalmente expuesto en exhibiciones individuales, además de libros publicados que exploran diversas temáticas.
Al incorporar material documental, elementos de fantasía y plataformas mediáticas, Schorr problematiza las distintas identidades políticas en la era del feminismo. Su trabajo fue influenciado por la androginia de la moda de los años 80 y a partir de eso creó obras que cuestionaron las preferencias culturales. Su show en la 303 Gallery There I Was es un ejemplo perfecto de su intento por sobrepasar los límites del medio. En este proyecto, a partir de la historia de Charlie Snyder, un competidor de carreras de autos que muere en Vietnam, Schorr problematiza temas como el periodismo, sus límites, la memoria y la imposibilidad de recrear el pasado. Con ese fin combina dibujos, fotos, recortes de revistas, para expresar su visión sobre la distancia entre las fotos, los que las ven y el sujeto.
Asimismo, el trabajo de Schorr explora temas como el feminismo, la identidad, la sexualidad y el género en un momento donde no eran parte del mainstream. Con su propio estilo, Schorr busca celebra la búsqueda de identidad de los no representados.
Para 2014 la principal plataforma de la artista son las revistas de moda más vendidas, siendo uno de sus ejes la exploración de la androginia en al adolescencia. Trabajó en medios como Purple Magazine, i-D y Dazed and Confused con actores como Finn Wolfhard, Millie Bobby Brown, Timothée Chalamet, Janelle Monáe y Jodie Foster.

## Trabajos notables

### Jens F.
Jens F. presenta fotografías, dibujos y notas sobre la imagen de un chico alemán. A partir de los dibujos de Andrew Wyeth sobre la modelo Helga, Schorr muestra a Jens como una figura andrógina y sensible. La obvia yuxtaposición de géneros muestra nociones de la sexualidad moderna como el desafío a estas mismas normas.

### Forests and Fields
Luego de haber vivido en Schwäbisch Gmünd por 12 años, Schorr explora en esta obra la composición del ambiente, los habitantes y a ella misma en esta ciudad. Influenciada por August Sander, Schorr expandiría este proyecto a múltiples libros, cada uno de ellos enfocándose en distintos de la idea general.

#### Volume 1: Neighbors
Este volumen se enfoca principalmente en retratos. Schorr toca temas como la nacionalidad, la identidad y la historia para crear un boceto que desdibuja la frontera entre material documental y fantástica. Este volumen fue acompañado por la exhibición Badischer Kunstverein en 2007.

#### Volume 2: Blumen
En este volumen la autora se enfoca en el paisaje alemán. A partir de ahí investiga la relación entre la ciudad .y los ciudadanos.

### Wrestlers
En 2002 Schorr visitó Blairstown y West Point para fotografiar a sus equipos de luchadores. Su objetivo era capturar imágenes de vulnerabilidad y dolor mostrando la oculta dualidad de la lucha. A pesar de ser un deporte innegablemente masculino, posee elementos románticos y femeninos que lo acercan a los temas que le interesan a Schorr: la androginia y el género no binario.

### 8 Women
Este trabajo fue exhibido en la 303 Gallery en 2014 y consta de 14 obras de 8 mujeres acumulados en los últimos 20 años. A partir de retratos corporales, la autora busca investigar la representación y la hipersexualización en el mundo de la moda y en la cultura feminista.

## Publicaciones
- Jens f. ,,[9] Göttingen : Steidl MACK ;Londres Thames & Hudson,2005.ISBN 3865211569[10]

- Neighbors = Nachbarn,[11] Collier Schorr, Editor: Göttingen : Steidl Mack, 2006. ISBN 3865213030 [12]

- Male : De la colección de Vince Aletti, Collier Schorr, Nueva York : PPP ediciones, 2008. ISBN 0971548064

- There I was[13], Collier Schorr, Göttingen : Steidl, 2008. ISBN 3865216161 3865216161[14]

- Blumen,[15] Collier Schorr, Göttingen : Steidl MACK, 2010 ISBN 3865216870

- 8 Women,[16] Collier Schorr, UK : MACK, 2014. ISBN 190794642X

- Collier Schorr: I Blame Jordan[13], Long Island City, NY : MoMA PS1, 2015. ISBN 0989985954[17]

## Exhibiciones
Exhibiciones individuales
- - 1988 Cable Gallery, Nueva York, NY
  - 1990 Standard Graphik, Colonia, Alemania
  - 1990 303 Gallery, Nueva York, NY
  - 1991 303 Gallery, Nueva York, NY
  - 1993 303 Gallery, Nueva York, NY
  - 1994 303 Gallery, Nueva York, NY
  - 1995 Galerie Drantmann, Bruselas, Bélgica
  - 1997 303 Gallery, Nueva York, NY
  - 1997 Galerie Drantmann, Bruselas, Bélgica
  - 1998 "Archipelago: New Rooms", Stockholm Kultur 98, Stockholm, Sweden
  - 1999 303 Gallery, Nueva York
  - 1999 Georg Kargl, Viena, Austria
  - 1999 “Neue Soldaten”, Partobject Gallery, Carolina del Norte
  - 2000 Emily Tsingou Gallery, Londres, Reino Unido
  - 2001 303 Gallery, Nueva York, NY
  - 2002 Consorcio Salamanca, Salamanca, Spain
  - 2003 Modern Art, Londres, Reino Unido
  - 2004 Fotogalleriet, Oslo, Noruega
  - 2004 303 Gallery, Nueva York
  - 2005 “Jens F.”, Roth, Nueva York
  - 2006 "Other Women", Modern Art, Londres, Reino Unido
  - 2007 Badischer Kunstverein, Karlsruhe, Alemania
  - 2007 "Star Power: Museum as Body Electric; Jens F.", Museum of Contemporary Art
  - 2007 Denver Museum of Contemporary Art, Denver, CO
  - 2007 “There I Was”, 303 Gallery, Nueva York
  - 2008 Le Consortium, Dijon, Francia
  - 2008 Villa Romana, Florencia, Italia
  - 2009 “Hier hielt die Welt den Atem an”, Galerie Barbara Weiss, Berlín, Alemania
  - 2010 303 Gallery, Nueva York
  - 2010 Stuart Shave Modern Art, Londres
  - 2010 Berardo Museum, Lisbon (curated by Sergio Mah as part of Photo España)
  - 2010 NOT IN FASHION. Mode und Fotografie der 90er Jahre, Museum für Moderne Kunst (MMK), Frankfurt am Main.[9]
  - 2011 Ars Cameralis, Katowice, Poland
  - 2011 "Collier Schorr: German Faces", CoCA Kronika, Bytom, Alta Silesia, Polonia
  - 2014 “8.5 Women”, Karma, Nueva York
  - 2014 "8 Women", 303 Gallery, Nueva York

- 1987 303 Gallery, Nueva York
- 1987 Galerie Hufkens, Bruselas, Bélgica
- 1988 "Collier Schorr, Brenda Miller, Svetlana Kapanskaya," Cable Gallery, Nueva York
- 1988 "A Drawing Show," Cable Gallery, New York, curated by Jerry Saltz
- 1989 "After the Gold Rush," Milford Gallery, New York, curated by Howard Halle
- 1989 "Erotophobia," Simon Watson Gallery, Nueva York
- 1989 New Langton Arts, San Francisco, CA
- 1990 "Commitment," The Power Plant, Toronto, Canadá
- 1990 "All But the Obvious," Los Angeles Contemporary Exhibitions, Los Ángeles, CA
- 1990 "In the Beginning," Cleveland Center for Contemporary Art, Cleveland, OH
- 1991 "Something Pithier and More Psychological," Simon Watson Gallery, Nueva York
- 1991 "New Work by Gallery Artists," 303 Gallery, Nueva York
- 1991 "Gulliver's Travels,"Galerie Sophia Ungers, Colonia, Alemania
- 1991 "From Desire... A Queer Diary", curated by Nan Goldin, St. Lawrence College
- 1991 "Someone, Somebody," Meyers Bloom Gallery, Los Ángeles, CA, curated by Simon Watson
- 1991 "The Subversive Stitch", Simon Watson Gallery, Nueva York
- 1991 "When Objects Dream And Talk In Their Sleep", Jack Tilton Gallery, Nueva York, NY
- 1991 "Liz Larner, Karen Kilimnik, Collier Schorr, Anne Walsh", Richard Kuhlenschmidt Gallery, Santa Mónica, CA
- 1991 "Childs Play", "Steven Beyer, James Croak, Kate Moran, Collier Schorr", curated by Catherine Liu, Lawrence Oliver Gallery, Philadelphia, PA
- 1991 "All Grown Up", curated by Liz Dalton & Cindy Smith at CUNY, The Graduate Center in collaboration with Catherine Clarke, NY
- 1992 "Boys & Girls Together/ Recent Photography", Beaver College Art Gallery, Galerie Rizzo, Paris, France
- 1992 "The Edge of Childhood", Heckscher Museum, NY
- 1992 "Works on Paper", Stuart Regen Gallery, Los Ángeles, CA
- 1992 "How It Is", curated by Jonathan Seliger, Tony Shafrazi Gallery, Nueva York, NY
- 1992 "One Leading to Another", 303 Gallery, Nueva York, NY
- 1992 "Songs of Innocence, Songs of Experience", Whitney Museum at the Equitable Center, Nueva York, NY
- 1992 "MOCArt Auction '92", Museum of Contemporary Art, Los Ángeles, CA
- 1992 Benefit Auction, New Museum of Contemporary Art, Nueva York, NY
- 1993 "The Subject of Rape", Whitney Museum of Art, Nueva York
- 1993 "Uber Leben",Bonner Kunstverein, Bonn, Alemania
- 1993 "Fall from Fashion", The Aldrich Museum of Contemporary Art, Ridgefield, CT
- 1993 "Everyday Life", curated by Simon Watson, Kim Light Gallery, Los Ángeles, CA
- 1993 10 year anniversary exhibition, Monika Spruth, Colonia, Alemania
- 1994 "In The Fields", Margo Leavin Gallery, Los Ángeles, CA
- 1994 "Bespoke", Margo Leavin Gallery, Los Ángeles, CA
- 1994 "Stonewall", White Columns, Nueva York, NY
- 1995 "Images of Masculinity", Victoria Miro Gallery, London
- 1995 "Narcissistic Disturbance", Otis Gallery, Otis College of Art and Design, LA, CA
- 1995 "fag-o-sites", Gallery 400, Chicago, IL
- 1995 "La Belle et la Bete", curated by Lynn Gumpert, Musee d'Art de la Ville de Paris, París, France
- 1995 "Portraits", Janice Guy Gallery, Nueva York
- 1996 “Inbetweener", Centre for Contemporary Arts, Glasgow, Escocia
- 1996 "Ideal Standard Life", Spiral Wacoal Art Center, Tokio, Japón
- 1996 "Persona", Renaissance Society, Chicago, Illinois; Kunsthalle Basel, Basilea, Suiza
- 1996 Collier Schorr and Larry Clark, Galleri Index, Estocolmo, Suecia
- 1996 Collier Schorr, Martin Honert, and Tom Gidley, curated by James Roberts, Entwistle Gallery, Londres
- 1996 "a/drift: Scenes from a Penetrable Culture", curated by Josh Decter, Bard
- 1996 Center for Curatorial Studies, Annandale-on-Huson, New York
- 1998 Yesterday Begins Tomorrow: Ideals, Dreams, and the Contemporary Awakening”, Francesco Bonami, Center for Curatorial Studies, Fall Exhibition, Sept.-Dec.
- 1998 “Arkipelag”, Kultur 98, Stockholm, Sweden
- 1998 “From the Corner of the Eye”, Stedelijk Museum, Amsterdam, The Netherlands
- 1998 “Bathroom”, curated by Wayne Koestenbaum, Thomas Healy Gallery, Nueva York, NY
- 1999 "Foul Play”, curated by Cheryl Kaplan and Asia Ingalls, Thread Waxing Space, Nueva York, NY
- 2000 “Photography Now: An International Survey of Contemporary Photography”, curated by David S. Rubin, Contemporary Arts Center, New Orleans, LA
- 2000 “Presumed Innocent”, capcMusée d’art contemporain de Bordeaux, Bordeaux, France
- 2000 “Innuendo”, Dee Glasgoe, Nueva York, NY
- 2000 “Prepared”, Georg Kargl Gallery, Viena, Austria
- 2000 “Lightness”, curated by Amy Steigbigel, The Visual Arts Gallery, Nueva York, NY
- 2001 “American Tableaux”, curated by Joan Rothfuss, Walker Art Center, Mineápolis, MN
- 2001 “Chick Clicks”, ICA Boston, Boston, MA, also at Fotomuseum in Winterhur, Suiza
- 2001 “Uniform. Order and Disorder”, P.S. 1, Nueva York, NY
- 2001 “Settings and Players: Theatrical Ambiguity in American Photography”, curated by Louise Neri, White Cube, Londres, U.K.
- 2001 29th International Film Festival, Róterdam, Países Bajos
- 2002 "Screen Memories”, Contemporary Art Center, Art Tower Mito, Japón
- 2002 Biennial, Whitney Museum of American Art, Nueva York, NY
- 2002 “Some Options in Realism”, Carpenter Center, Harvard University, Cambridge, MA
- 2003 “Hovering”, curated by Daniele Balice and Anne du Boucheron, Peres Projects, Los Ángeles
- 2003 “Terror Chic”, curated by Eva Karecher, Spruth Magers, Múnich, Alemania
- 2003 “Strangers”, Triennial of the International Center of Photography, Nueva York, NY
- 2003 “Attack! Art and War in Times of the Media”, Kunsthalle Wien, Viena, Austria
- 2004 “Opportunity and Regret”, Grazer, Kunstverein, Graz, Austria
- 2004 “The Muse”, Leslie Tonkonow Artworks + Projects, Nueva York
- 2004 “Open House – Working in Brooklyn”, Brooklyn Museum of Art, Nueva York
- 2004 “Beyond Compare: Women Photographers on Beauty”, Toronto, Canadá
- 2005 "Sport", Socrates Sculpture Park, Queens, NY
- 2005 “The Forest: Politics, Poetics, and Practice,” Nasher Museum of Art at Duke University, Carolina del Norte, curated by Kathy Goncharov.
- 2005 "Will Boys Be Boys? Questioning Masculinity in Contemporary Art", curated by Shamim Momin,The Salina Art Center, Salina Kansas; Museum of Contemporary
- 2006 “Human Game” curated by Fancesco Bonami, Fondazione Pitti, Stazione Leopolda, Florencia, Italia
- 2006 “Youth of Today” Schirn Kunsthalle Frankfurt, Fráncfort del Menokfurt, Alemania
- 2006 "Modern Photographs: The Machine, The Body, The City", Miami Art Museum
- 2006 "Artist's Choice: Herzog & de Meuron, Perception Restrained", Museum of Modern Art, Nueva York
- 2006 Art, Denver; Herbert F. Johnson Museum of Art, Ithaca, NY; Indianapolis Museum of Art, IN
- 2006 “Seeing Double: Encounters with Warhol” The Andy Warhol Museum, Pittsburgh
- 2007 “The Lost Paradise” Stiftung Opelvillen, Frankfurt, Alemania
- 2007 “Memorial to the Iraq War”, Institute of Contemporary Arts, Londres
- 2007 “Reality Bites: Making Avant-Garde Art in Post-Wall Germany” Sam Fox Art Center at Washington University, St Louis
- 2007 "Family Pictures, New Acquisitions", Guggenheim Museum, Nueva York
- 2007 "Rebel Rebel: Remembering Karlheinz Weinberger", Anna Kustera, Nueva York
- 2007 "History Will Repeat Itself" ,Hartware Medienkunstverein, Dortmund travels to KW Berlin, Alemania
- 2008 “Role Models: Feminine Identity in Contemporary American Photography”, the “Freeway Balconies: Contemporary American Art”, curated by Collier Schorr, Deutsche Guggenheim, Berlín 4
- 2008 "Listen Darling... The World is Yours", curated by Lisa Phillips, Ellipse Foundation, Cascais, Portugal
- 2008 “Hard Targets: Concepts of Masculinity in Sport” curated by Christopher Bedford, Los Angeles County Museum of Art, Los Ángeles, CA
- 2009 National Museum of Women in the Arts, Washington D. C.
- 2009 Museo de Arte Contemporáneo Esteban Vicente, Segovia, Spain
- 2009 “Weird Beauty”, International Center of Photography
- 2009 “Mixed Signals”, Cranbrook Art Museum, Bloomfield Hills, Michigan; Center for Art, Design and Visual Culture, Baltimore, Maryland, Karma International, Zúrich
- 2010 “Pictures by Women: A History of Modern Photography”, Museum of Modern Art, Nueva York
- 2010 “Not in Fashion: Mode und Fotografie”, Museum für Moderne Kunst, Frankfurt
- 2010 “The Art of Camo”, Cardi Black Box, Milano
- 2010 “You and Now”, Balice Hertling, París
- 2011 “Transformed Land”, Fondation Calouste Gulbenkian, París
- 2011 “More American Photographs”, CCA Wattis Institute, San Francisco, Istanbul Biennial, Turkey
- 2011 “History in Art”, Museum of Contemporary Art, Kraków, Poland
- 2011 “Commercial Break”, Garage Center for Contemporary Culture, Venecia
- 2012 Ambach & Rice, Los Ángeles, CA
- 2012 Galerie Diana Stigter, Amsterdam, The Netherlands
- 2012 “Myths and Realities”, School of Visual Arts – Visual Arts Gallery, Nueva York, NY
- 2013 "More American Photographs", Wexner Center for the arts, Columbus, OH
- 2014 “1984-1999. The Decade” Centre Pompidou-Metz, Metz, France
- 2014 "Better Than Before" Le Consortium, Dijon, France
- 2015 Camera of Wonders”, Centro de la Imagen, México City, Mexico 2015 “Greater New York”, MoMA PS1, New York
- 2015 “No Man’s Land: Women Artists from the Rubell Family Collection”, Rubell Family Collection, Miami, FL
- 2016 “Tough and Tender”, National Portrait Gallery, Canberra, Australia
- 2016 “Open? New Forms of Contemporary Image Production”, LUMA Arles, The Mecanique, Parc Des Ateliers, Arles, France 3
- 2016 “Still Life With Fish: Photography From The Collection”, Hammer Museum, Los Ángeles, California
- 2016 “Sculpture”, Hammer Museum, Los Ángeles, California
- 2016 “RE-LIVED – Historical experience and Carnival”, MEWO Kunstalle, Memmingen, Alemania
- 2016 “Systematically Open?”, Luma Foundation, Arlés, Francia
- 2016 “Camera of Wonders (Reprint)”, Museo de Arte Moderno, Medellín, Colombia
- 2016 “Unclassified”, National Portrait Gallery, Canberra, Australia
- 2016 “The Female Gaze, Part II: Women Look at Men”, Cheim and Read, Nueva York
- 2017 “The Canadian Biennial”, Nationial Gallery of Canada, Ottawa, Canadá
- 2017 “Histórias de sexualidade”, MASP, São Paulo, Brasil
- 2017 “20/20”, Carnegie Museum of Art, Pittsburg, PA
- 2017 “The Arcades: Contemporary Art and Walter Benjamin”, The Jewish Museum, Nueva York, NY
- 2017 “Victors for Art”, University of Michigan Museum of Art, Ann Arbor, MI
- 2017 “March Madness”, Fort Gansevoort, Nueva York, NY
- 2017 “Divided States of America”, The Center, Nueva York, NY
- 2017 “Double Take”, Skarstedt, Londres, Reino Unido
- 2018 “A Page from My Intimate Journal (Part I)”, Gordon Robichaux, Nueva York, NY